# Route nationale 618c
La route nationale 618c ou RN 618c était une route nationale française reliant Chaum au Pont du Roi à Fos (frontière espagnole). À la suite de la réforme de la numérotation des routes nationales, la RN 618c est devenue l'une des sections de la nouvelle RN 125. Le décret du 5 décembre 2005 ne prévoit pratiquement de ne conserver de la RN 125 que le tronçon correspondant à l'ancienne RN 618c, la liaison avec l'A64 reprenant une route départementale.

## Ancien tracé de Chaum au Pont du Roi et à l'Espagne
- Chaum
- Saint-Béat
- Arlos
- Fos
- Pont du Roi  Espagne N-230